# Kyle Russell
Kyle Elton Russell (Sacramento, 25 de agosto de 1983) é um jogador de voleibol norte-americano que atua na posição de oposto.

## Carreira

### Clube
A carreira de Russell começou em torneios escolares da Califórnia, jogando pelo Del Oro High School. Mais tarde, atuou no voleibol universitário, participando da NCAA Division I com a Universidade da Califórnia em Irvine, de 2012 a 2016. Na temporada 2016–17 assinou seu primeiro contrato profissional com o MKS Będzin, clube da primeira divisão do campeonato polonês. Na temporada seguinte, mudou-se para a Alemanha, após ser contratado pelo Berlin Recycling Volleys. Com o clube da capital alemã, conquistou dois títulos do campeonato alemão nas temporadas subsequentes. Em seguida, mudou-se para o AS Cannes, clube da primeira divisão do campeonato francês.
Na temporada 2020–21, foi selecionado através de um draft pelos sul-coreanos da Suwon KEPCO Vixtorm para disputar o campeonato sul-coreano. Na temporada de estreia, conquistou o título da copa nacional e foi premiado como melhor jogador da competição. No ano seguinte, o oposto integrou o elenco do Daejeon Samsung Bluefangs, ainda no campeonato sul-coreano. Ao término da temporada, voltou ao continente europeu para competir a temporada 2022–23 pelo francês Arago de Sète.
Antes do término da referida temporada, o oposto norte-americano foi anunciado como o novo reforço do Gioiella Prisma Taranto para competir a primeira divisão italiana na temporada 2023–24.

### Seleção
Russell foi selecionado para a seleção sub-21 em 2013. Foi membro da equipe na Copa Pan-Americana nas edições de 2018 e 2019. Disputou a fase preliminar da Liga das Nações de 2019 e conquistou o vice-campeonato do Campeonato NORCECA de 2019. Em 2022, foi vice-campeão da Liga das Nações após derrota para a seleção francesa.

## Títulos
Berlin Recycling Volleys
- Campeonato Alemão: 2017–18, 2018–19

Suwon KEPCO Vixtorm
- Copa da Coreia: 2020

## Clubes
| Anos      | Clube                     |
| --------- | ------------------------- |
| 2016–2017 | MKS Będzin                |
| 2017–2019 | Berlin Recycling Volleys  |
| 2019–2020 | AS Cannes                 |
| 2020–2021 | Suwon KEPCO Vixtorm       |
| 2021–2022 | Daejeon Samsung Bluefangs |
| 2022–2023 | Arago de Sète             |
| 2023–     | Gioiella Prisma Taranto   |